# Nicolae Begnescu
Nicolae Begnescu (n. 1824 - d. 1873) a fost un preot român ortodox, ulterior greco-catolic, revoluționar pașoptist din Transilvania, tribun în Legiunea Auraria Gemina, posibil autor al "Marșului lui Iancu". A fost căsătorit cu o fată din Certege, județul Alba, din familia Buta.

## Biografie
A absolvit cursurile teologice la Arad în anul 1847, iar în timpul izbucnirii revoluției pașoptiste era dascăl la școala din Abrud. În timpul revoluției a fost tribun în Legiunea Auraria Gemina, condusă direct de prefectul Avram Iancu. A fost capturat de trupele maghiare ale maiorului Hatvani, în timpul atacului surpriză asupra Abrudului în timpul tratativelor de pace duse cu deputatul Ioan Dragoș. A fost eliberat din prizonierat, cu scopul de a duce o scrisoare de la Hatvani lui Avram Iancu.
Este considerat autorul vestitului „Marș al lui Iancu”. Preot român ortodox, a trecut ulterior la greco-catolici, iar din anul 1852 până în anul 1860, a fost profesor la Seminarul de la Sibiu. După aceasta a fost profesor și paroh, până la moarte.

## Legături externe
- Nicolae Begnescu Enciclopedia României